# Modur, Kunigal
Modur là một làng thuộc tehsil Kunigal, huyện Tumkur, bang Karnataka, Ấn Độ.